# Arsenal VG-33
Arsenal VG-33 là một loại máy bay tiêm kích hạng nhẹ của Pháp, được phát triển vào đầu Chiến tranh thế giới II, nhưng không kịp đưa vào trang bị của không quân Pháp khi nổ tra Trận chiến nước Pháp.

## Biến thể
- VG-30
- VG-31
- VG-32
- VG-33
- VG-34
- VG-36.
- VG-35
- VG-37.
- VG-38
- VG-39
- VG-39bis
- VG-40
- VG-50
- VG-60

## Quốc gia sử dụng
Pháp
- Armee de l'Air - (19?) VG-33

 Germany
- Luftwaffe - (12?) VG-33

## Tính năng kỹ chiến thuật (VG-33)

### Đặc điểm riêng
- Tổ lái: 1
- Chiều dài: 8,55 m (28 ft 1 in)
- Sải cánh: 10,8 m (35 ft 5 in)
- Chiều cao: 3,31 m (10 ft 10 in)
- Diện tích cánh: 14 m2 (150 sq ft)
- Trọng lượng rỗng: 2.050 kg (4.519 lb)
- Trọng lượng cất cánh tối đa: 2.655 kg (5.853 lb)
- Động cơ: 1 × Hispano-Suiza 12Y-31 V-12, 641 kW (860 hp)

### Hiệu suất bay
- Vận tốc cực đại: 558 km/h (347 mph; 301 kn)
- Tầm bay: 1.200 km (746 mi; 648 nmi)
- Trần bay: 11.000 m (36.089 ft)
- Lực đẩy/trọng lượng: 0,24 kW/kg (0,146 hp/lb)

### Vũ khí
- 1 khẩu pháo Hispano-Suiza HS.404 20 mm
- 4 khẩu súng máy MAC 1934 7,5 mm